# Urocissa
Urocissa  (kitta's) is een geslacht van zangvogels uit de familie kraaien (Corvidae).

## Soorten
Het geslacht kent de volgende soorten:
- Urocissa caerulea – Taiwankitta
- Urocissa erythroryncha – Roodsnavelkitta
- Urocissa flavirostris – Geelsnavelkitta
- Urocissa ornata – Blauwe kitta
- Urocissa whiteheadi – Grijsbuikkitta